# Dracula diana
Dracula diana é uma espécie de orquídea epífita de crescimento cespitoso cujo gênero é proximamente relacionado às Masdevallia, parte da tribo Pleurothallidinae. Esta espécie é originária do oeste da Colômbia, onde habita florestas úmidas e nebulosas das montanhas.
Supostamente é um híbrido de Dracula houtteana ou Dracula psittacina que apareceu espontaneamente em estufas de orquidófilos colombianos.